# Emilija Podrug
Emilija Podrug (ur. 20 grudnia 1979 w Splicie) – chorwacka koszykarka występująca na pozycjach silnej skrzydłowej i środkowej, obecnie zawodniczka PINKK-Pecsi 424.
Barwy Lotosu Gdynia reprezentowała od września 2008 do stycznia 2009 oraz od września 2009 do stycznia 2010.

## Osiągnięcia
Stan na 12 kwietnia 2017, na podstawie, o ile nie zaznaczono inaczej.
Drużynowe
- Wicemistrzyni:
  - EuroCup (2016)
  - Włoch (2005)
  - Hiszpanii (2010)
- Brąz turnieju federacji (2006)
- Finalistka pucharu Hiszpanii (2010)
- Uczestniczka rozgrywek:
  - ligi światowej FIBA (2007 – 5. miejsce)
  - Euroligi (2005/06, 2007–2010, 2016)
  - Eurocup (2006/07, 2010/11, 2014–2016)
  - Superpucharu Europy (2016)
  - Pucharu Ronchetti (1997–1999)

Indywidualne
- Środkowa roku ligi węgierskiej (2008 według eurobasket.com)[3]
- Zaliczona do (przez eurobasket.com):
  - I składu:
    - ligi:
      - węgierskiej[3]
      - francuskiej (2012)[4]

    - defensywnego ligi węgierskiej[3]
    - zawodniczek zagranicznych ligi węgierskiej[3]

  - składu honorable mention ligi francuskiej (2015)[5]
- Uczestniczka meczu gwiazd ligi węgierskiej[3]
- Liderka PLKK w skuteczności rzutów z gry (2009)[6]

Reprezentacja
- Mistrzyni igrzysk śródziemnomorskich (1997, 2001)
- Wicemistrzyni igrzysk śródziemnomorskich (2005)
- Uczestniczka:
  - mistrzostw Europy (1999 – 8. miejsce, 2007 – 13. miejsce)
  - eliminacji do mistrzostw Europy (1999, 2001, 2005, 2007, 2011)